# Santa Monica Studio
Santa Monica Studio — американський розробник відеоігор, що базується в Лос-Анджелесі й належить PlayStation Studios, підрозділу Sony Interactive Entertainment. Студія була заснована в 1999 році на чолі з Аланом Бекером і першочергово відома за розробку основних ігор із серії пригодницьких бойовиків God of War.

## Історія

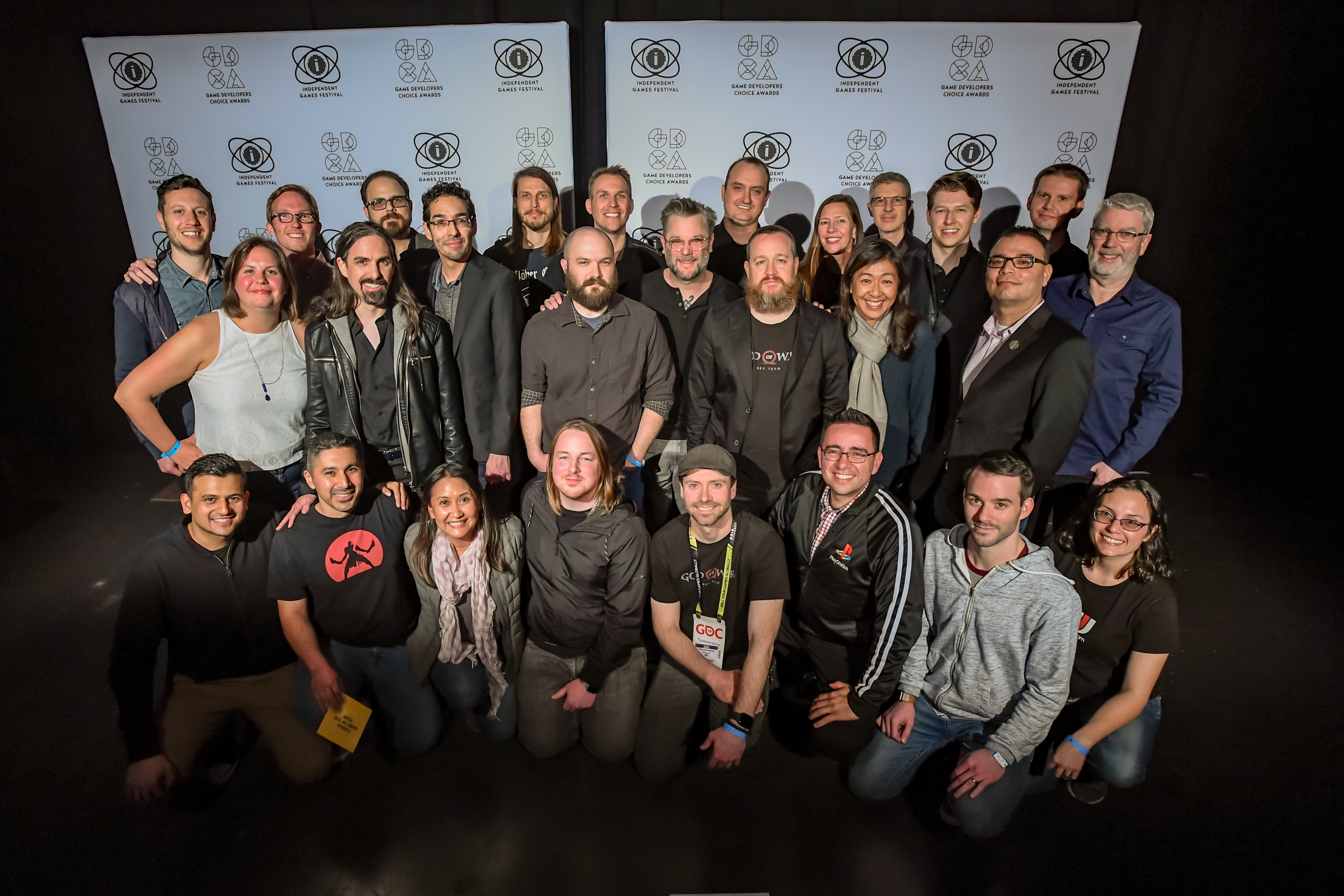
Співробітники Santa Monica Studio у 2019 році.

Santa Monica Studio була заснована в 1999 році на чолі з Аланом Бекером, давнім співробітником Sony, який хотів «вирватися із корпоративної групи у Фостер-Сіті», що належала Sony Computer Entertainment. Перша штаб-квартира студії розташовувалася поруч із розробником Naughty Dog, але згодом вона перебазувалася до передмістя Санта-Моніки. Першим проєктом Santa Monica Studio стала гоночна гра Kinetica для PlayStation 2, яка розроблялася на етапі тимбілдингу студії та вийшла у 2001 році. Ігровий рушій, створений для Kinetica, було використано для наступного проєкту — пригодницького бойовика God of War, який став першою грою з однойменної серії та вийшов у 2005 році. Крім цього, Santa Monica Studio розробила всі інші основні частини серії, включно з God of War II (2007), God of War III (2010), God of War: Ascension (2013), God of War (2018) і God of War: Ragnarök (2022).
Студія має групу зовнішніх розробників, яка є окремим відділом, що не зв'язаний із внутрішніми командами розробників та діє як видавець і бізнес-інкубатор для незалежних ігрових студій, зокрема, Thatgamecompany та її гри Journey.
Бекер звільнився зі студії у 2011 році, щоби долучитися до Japan Studio, японського підрозділу Sony Interactive Entertainment. Шеннон Стадстілл, яка обіймала посаду ігрового директора до березня 2012 року, стала старшим директором із розробки. У січні 2014 року було повідомлено, що студія перебазується із Санта-Моніки до району Плая-Віста в Лос-Анджелесі. У лютому стало відомо, що студія звільнила деяку кількість співробітників через скасування розробки нової інтелектуальної власності, включно зі Стігом Асмуссеном, який був керівником проєкту. У липні, студія остаточно облаштувалася в Лос-Анджелесі та разом із цим змінила свій логотип.
У березні 2020 року, Стадстілл залишила Santa Monica Studio, щоби стати керівником нової студії розробки Google, метою якої є створення проєктів для Stadia. Згодом керівником Santa Monica Studio стала Юмі Янг, давня співробітниця студії та її директор із розробки.

## Список відеоігор
| Рік  | Назва                 | Платформа(и)                                   |
| ---- | --------------------- | ---------------------------------------------- |
| 2001 | Kinetica              | PlayStation 2                                  |
| 2005 | God of War            | PlayStation 2, PlayStation 3, PlayStation Vita |
| 2007 | God of War II         | PlayStation 2, PlayStation 3, PlayStation Vita |
| 2010 | God of War III        | PlayStation 3, PlayStation 4                   |
| 2013 | God of War: Ascension | PlayStation 3                                  |
| 2018 | God of War            | Microsoft Windows, PlayStation 4               |
| 2022 | God of War: Ragnarök  | PlayStation 4, PlayStation 5                   |